# 林瑜
林瑜，福建連江县西铺人，明朝政治人物、進士出身。
洪武十七年，福建甲子乡试中舉。洪武十八年，登乙丑科會試中進士，擔任江夏县知县、云南参政。